# 中国西南航空4509便墜落事故
中国西南航空4509便墜落事故（ちゅうごくせいなんこうくう4509びんついらくじこ）は1999年2月24日に中華人民共和国で発生した航空事故である。成都双流国際空港から温州龍湾国際空港へ向かっていた中国西南航空4509便（ツポレフ Tu-154M）が温州龍湾国際空港へのアプローチ中に墜落し、乗員乗客61人全員が死亡した。

## 事故機
事故機のツポレフ Tu-154M（B-2622）は製造番号90A846として1990年に製造された機体であった。製造当初の機体記号はCCCP-85846であり、CAACに引き渡された際に機体記号がB-2622に変更された。エンジンはソロヴィヨーフ D-30KU-154-IIを搭載しており、総飛行時間は14,135時間、総飛行サイクルは7,748回であった。

## 事故の経緯
事故当時、310便は温州龍湾国際空港への着陸準備をしていた。310便は高度1,000メートルでフラップを展開したが、その数秒後に機首が急激に下がり、機体は空中分解して高台に墜落、爆発した。この事故で乗員乗客61人全員が死亡し、地上にいた数人も機体の破片によって負傷した。

## 事故原因
事故機の昇降舵の操作システムに誤ったロックナットが取り付けられていたが、整備士はそれに気が付くことはなかった。これが飛行中に空転して昇降舵が制御不能となったことで、機体のピッチチャネルが機能しなくなり墜落に至った。

## 事故後
本事故と中国西北航空2303便墜落事故が、2002年10月30日に中国国内の全Tu-154が運航停止になる一因となった。